# フーリン (タンパク質)
フーリンはタンパク質であり、ヒトではFURIN遺伝子にコードされている。その遺伝子は、FESとして知られているがん遺伝子の上流にあるので、FUR（FES Upstream Region）と呼ばれ、そのためそのタンパク質はフーリン（furin）と名付けられた。フーリンはPACE（Paired basic Amino acid Cleaving Enzyme）としても知られている。

## 機能
その遺伝子によってコードされるタンパク質は、酵素であり、サブチリシン様プロタンパク質転換酵素ファミリーに属する。このファミリーを構成するタンパク質は、活性がないタンパク質前駆体を生物学的に活性のある産物に加工するプロタンパク質転換酵素である。このコードされたタンパク質はカルシウム依存セリンエンドプロテアーゼであり、活性部位の対となる塩基性アミノ酸のところでタンパク質前駆体を効率的に切断する。その基質には、プロ副甲状腺ホルモン、形質転換増殖因ベータ1前駆体、プロアルブミン、プロβ-セクレターゼ、membrane type-1 matrixメタロプロテイナーゼ、プロ神経成長因子 βサブユニットおよびフォン・ヴィレブランド因子がある。フーリン様プロタンパク質転換酵素は原発性ヘモクロマトーシスと呼ばれる深刻な鉄の過剰蓄積に関係しているHJV（Hemojuvelin、RGMcとも呼ばれる）の加工に関わるとされてきた。GanzのグループとRotweinのグループは、フーリン様プロタンパク質転換酵素（PPC）が50 kDaのRGMcを保存されたポリ塩基性のRNRR部位をもつ40 kDのカルボキシル末端が切れタンパク質へ変換することを示した。これは、齧歯類とヒトの血液で見つかる可溶性タイプのHJV／hemojuvelin（s-hemojuvelin）が作られる機構を示唆する。
フーリンはまたHIVウイルスの構築に先立ち、HIVエンベロープのポリプロテイン前駆体のgp160をgp120とgp41に切断するタンパク質分解酵素の一つであると考えられている。この遺伝子は腫瘍の進行でも役割を果たすと考えられている。この遺伝子のためのもう一つのポリアデニル化部位の利用が見つかっている。
フーリンはゴルジ体に多い。ゴルジ体でフーリンは他のタンパク質を切断し、成熟型、または活性型に変換する。フーリンは塩基性アミノ酸標的配列（標準的には、Arg-X-(Arg/Lys) -Arg）の直後にタンパク質を切断する。細胞の前駆体タンパク質を加工するのに加え、フーリンは多くの病原体にも利用される。例えば、HIV、インフルエンザ およびデング熱ウイルスのようなウイルスのエンベロープタンパク質は、十分機能するためにフーリンかフーリン様タンパク質分解酵素に切断される必要がある。炭疽菌毒素、シュードモナスのエクソトキシン、およびパピローマウイルスは、宿主の細胞に侵入を開始するときにフーリンによる加工が必要となる。フーリンの阻害剤は炭疽菌の感染の治療の治療薬として考慮されている。
T細胞でのフーリンの発現は末梢の免疫寛容の維持に必要である。

### SARS-CoV-2 スパイクタンパク質の開裂活性化
SARS-CoV-2を含むコロナウイルスは、エンベロープ上の糖タンパク質であるスパイクタンパク質(Sタンパク質)によって、ヒト宿主細胞の細胞膜表面のACE2受容体と結合し、細胞膜と融合して感染する。
コロナウイルスのSタンパク質は、大きく分けてS1、S2という2つのサブユニットでできており、S1はACE2受容体との結合を、S2は宿主細胞膜との融合を担っている。Sタンパク質は宿主細胞内で合成された直後は1つの連続したタンパク質であるが、次の宿主細胞に感染するためには、どこかのタイミングで、S1サブユニットとS2サブユニットの境界であるS1/S2と、S2内部にあるS2'という2箇所の部位が、宿主の持つプロテアーゼによって開裂される必要があると考えられている。
SARS-CoV-2の際立った特徴の一つは、S1/S2部位に、SARS-CoVを含む近縁のコロナウイルスにはみられない4つのアミノ酸配列 [PRRA] の挿入が見られることである。これによって境界部位のアミノ酸配列はS[PRRA]R↓SVASになっており、宿主細胞内でSタンパク質が合成された後、宿主細胞外へウイルスとして放出されるまでの間に、フーリンまたは類似したプロテアーゼにより、S1/S2部位の開裂を受けると考えられている。なお、SARS-CoV などの通常のコロナウイルスでも、S1/S2部位の一部は、同様に宿主細胞外へ放出されるまでの間に、開裂を受けると考えられている。
フーリンによるS1/S2開裂を受けたSタンパク質を持ったウイルスでは、Sタンパク質が次の宿主細胞のACE2受容体に結合すると、受容体近傍の細胞膜上にある宿主細胞のプロテアーゼ TMPRSS2 によって S2'部位が開裂され、そのまま感染が成立する。
これに対して、S1/S2開裂を受けていないSタンパク質を持ったウイルスでは、Sタンパク質が次の宿主細胞のACE2受容体に結合したのち、ウイルス全体がエンドサイトーシスで宿主細胞内に取り込まれ、エンドゾーム内に存在するプロテアーゼであるカテプシンLによって、2箇所の境界部位が開裂され、エンドゾームの細胞膜と融合して感染するという手順を取る。
2020年に、米テキサス大学医学部を中心とする研究チームが、アミノ酸配列 [PRRA] がどの程度SARS-CoV-2のS1/S2開裂に寄与し、その結果どの程度ウイルスの感染力を強化しているのかを検証するために、SARS-CoV-2野生型オリジナルのRNA配列からSタンパク質の [PRRA] に対応する遺伝情報のみを削除したΔPRRAと名づけられた変異種を合成し、Calu-3細胞(実験用に培養したヒト肺線腫細胞)を用いて、SARS-CoV、SARS-CoV-2野生型、SARS-CoV-2ΔPRRA変異株の3種類のウイルスの感染実験を行い比較検討を実施した。

この研究によれば、感染細胞から放出される娘ウイルスのS1/S2開裂率は、SARS-CoVが1.4%、SARS-CoV-2野生型が87.3%、ΔPRRA変異株が33.1%であり、ΔPRRA変異株では [PRRA] 以外にS1/S2開裂を促進する機構があると考えられた。ウイルス価をベースとした感染力の比較では、野生型がΔPRRA変異株に対して約10倍感染力が高いことが示された。
2021年8月1日に発表された、米議会下院外交委員会・共和党議員団による報告書"THE ORIGIN OF COVID-19: An Investigation of the Wuhan Institute of Virology"

では、このテキサス大学を中心とする研究を引用し、さらに他の状況証拠を示して、SARS-CoV-2は、中国武漢ウイルス研究所で、コウモリを宿主とするコロナウイルス RaTG13 をソースとして、 [PRRA] の挿入やその他の遺伝子改変を行って、人為的に創り出されたウイルスであると主張している。

## 相互作用
フーリンはPACS1とタンパク質間相互作用を示す。